# باول إتش كيرك
باول إتش كيرك (بالإنجليزية: Paul H. Kirk)‏ هو مهندس معماري أمريكي، ولد في 18 نوفمبر 1914، وتوفي في 22 مايو 1995.